# Pedro de Vargas
Pedro de Vargas (Montilla, Córdoba, 1553-?) fue un hermano jesuita y pintor español establecido en Perú.
Natural de Montilla, Pedro de Vargas partió de Sevilla al Nuevo Mundo como soldado. En Lima ingresó en la Compañía de Jesús en 1575 y aprendió la pintura con el también jesuita Bernardo Bitti. Con Bitti colaboró en los retablos mayores de la iglesia de San Pedro de Lima y de la iglesia de la Compañía de Cuzco, obras todas ellas perdidas.
Trabajó luego en Potosí y en Quito donde en 1591 habría pintado su Inmaculada con san Luis Gonzaga y san Estanislao de Kotska, conservada en la sala capitular de la Compañía de Quito y que, según Mesa y Gisbert, está falsamente atribuida a Angelino Medoro. Tras dejar la Compañía en 1596 trabajó en Trujillo.
Vargas es uno de los pioneros en la técnica del brocateado en la Escuela cuzqueña de pintura.